# 스웨덴의 루이세
스웨덴의 루이세(Louise of Sweden, 1851년 10월 31일 ~ 1926년 3월 20일)는 프레데리크 8세의 아내로 덴마크 왕비이다. 루이세의 큰 아들인 크리스티안은 후에 덴마크의 국왕 크리스티안 10세가 되었으며, 칼은 노르웨이의 국왕으로 선출되어 호콘 7세가 된다.

## 가족 관계
루이세는 스웨덴 국왕 칼 15세와 로비사 왕비의 첫째 자녀이자 맏딸로 태어났다. 스웨덴식 세례명은 로비사 요세피나 유셰니아(Lovisa Josefina Eugenia)이다.칼 15세와 로비사 왕비는 로비사 공주 밑으로 아들 하나를 더 두었지만, 어려서 사망했으며 부부 사이에는 로비사만이 유일한 자녀였다. 당시 스웨덴에서는 여성이 국왕으로 즉위할 수 없었기 때문에 칼 15세 사후 왕위는 그 동생인 오스카르 2세가 물려받았다.
1869년 7월, 덴마크의 크리스티안 9세의 장남인 프레데리크 8세와 결혼했다. 그리스의 게오르기오스 1세는 시숙이었으며, 영국의 알렉산드라 왕비, 러시아의 마리야 표도로브나 황후, 하노버의 왕태자비였던 티라는 로비사의 시누이가 된다.
큰 아들인 크리스티안은 덴마크의 국왕이 되었고, 둘째 아들인 칼은 노르웨이의 국왕이 된다. 둘째 며느리였던 웨일스의 모드는 영국의 에드워드 7세의 딸로, 칼과 모드는 사촌 관계였다. 다른 딸인 잉에보리는 로비사의 사촌인 스웨덴의 칼 왕자와 결혼했고 둘의 딸은 노르웨이의 왕태자비, 벨기에의 왕비가 된다.

## 생애
로비사 공주는 어린 시절 이미 부모의 유일한 자녀였다. 로비사의 부모는 아이를 더 이상 얻을 수 없었기에 로비사에 대해 무척이나 애정을 가지고 있었다. 로비사는 당시 다른 왕족들처럼 정략결혼으로 덴마크의 왕태자인 프레데릭과 결혼했다. 어린시절에는 활달한 소녀였지만, 자라면서 종교적이며 수동적인 여성으로 성장했기에 덴마크 왕가에서 그다지 반기지 않았다는 이야기도 있다. 어머니처럼 정치에 관여하지 않고 자선사업에 전념했다.

## 자녀
1869년 7월 28일 프레데리크 8세와 결혼해 4남 4녀를 두었다. 
- 크리스티안 10세(1870–1947): 덴마크의 국왕, 메클렌부르크슈베린의 알렉산드리네와 결혼
- 호콘 7세(1872–1957): 노르웨이의 국왕, 웨일스 공녀 모드와 결혼
- 루이세 공주 (1875–1906): 샤움부르크리페의 프리드리히와 결혼
- 하랄 왕자 (1876–1949): 슐레스비히홀슈타인의 헬레나 아델라이데와 결혼
- 잉에보리 공주 (1878–1958): 베스테르예틀란드 공작 칼 왕자와 결혼
- 튀라 공주 (1880–1945): 미혼
- 구스타프 왕자(1887–1944): 미혼
- 다우마 공주 (1890–1961): 율겐 카스텐스키오드와 결혼